# 雅罗斯拉夫·博罗什
雅罗斯拉夫·博罗什（1947年1月1日—），斯洛伐克男子足球运动员，场上位置是前锋。他曾代表捷克斯洛伐克国奥队参加1968年夏季奥林匹克运动会足球比赛，获得第九名。